# Laura Allende Gossens
Laura Allende Gossens (Valparaíso, 3 settembre 1911 – L'Avana, 23 maggio 1981) è stata una politica cilena. 
Fu deputata alla Camera per il Partito Socialista del Cile dal 1965 al 1973, fino al golpe militare dello stesso anno. Membro della famiglia Allende, era la sorella del presidente della Repubblica Salvador Allende.